# Hanstholm Fyr
Hanstholm Fyr ist der älteste dänische Leuchtturm an der Westküste Jütlands. Der 23 Meter hohe, achteckige Leuchtturm wurde 1843 auf dem höchsten Punkt von Hanstholm erbaut und ist mit einer Feuerhöhe von 65 Metern das höchste Leuchtfeuer Dänemarks.

## Geschichte
Ein erster Leuchtturm wurde 1842 vom Stadtratsmitglied, Maurermeister und Kapitän G. N. Sibbern und dem Architekten Georg Nielsen Holgreen errichtet. Nach der Installation des Leuchtfeuers stellte man im Oktober 1842 fest, dass der Turm die schwere Optik nicht tragen konnte. Ursache war eine zu geringe Wandstärke, für die Sibbern den nicht eindeutigen Bauauftrag als Erklärung nannte. Der mitverantwortliche Architekt Holgreen kam mit der Fehlleistung nicht zurecht und nahm sich am 12. April 1843 das Leben.
Obwohl Sibbern jegliche Verantwortung von sich wies, erklärte er sich bereit, den Turm abzutragen und auf eigene Kosten einen neuen Leuchtturm zu bauen. In Zusammenarbeit mit dem Architekten Jens Poulsen Jacobsen entstand an gleicher Stelle ein 20 Meter hoher, achteckiger Turm, der am 15. Dezember 1843 als erster dänischer Leuchtturm an der Nordseeküste in Betrieb ging.
1889 wurde der Turm auf 23 Meter erhöht und mit einer elektrischen Bogenlampe und zwei Nebelhörnern ausgestattet. Für den Antrieb der Generatoren kamen Dampfmaschinen zum Einsatz, die 1925 durch drei Dieselmotoren ersetzt wurden. Die Nebelhörner waren bis 1997 und ein Funkfeuer war von 1925 bis 1993 in Betrieb.
Der 1970 automatisierte Leuchtturm kann ganzjährig besichtigt werden. Von der 65 Meter über dem Meeresspiegel liegenden Aussichtsplattform hat man einen phantastischen Blick auf Hanstholm und die offene See. In dem ehemaligen Leuchtturmwärterhaus wurde im Sommer 2011 eine Touristeninformation eröffnet.
Der Leuchtturm steht seit 1979 unter dänischem Schutz für Denkmalgeschützte Gebäude (dänisch: Fredede Bygninger) Nr. 787-173569-1.